# Edition Konturen
Edition Konturen ist ein deutschsprachiger Verlag, der 2014 gegründet wurde. Eigentümer ist die österreichische Mediendesign Dr. Georg Hauptfeld GmbH mit dem Geschäftssitz in Wien. Der Verlag hat eine Niederlassung in Hamburg.

## Programm
Die Edition Konturen will die Wissenschaft unterstützen, sich in der Gesellschaft besser zu positionieren. Zugleich soll dabei eine stärkere Vernetzung von Wissenschaft und Gesellschaft erreicht werden.
Der Kreis der kritischen Autorenschaft ist international und interdisziplinär ausgerichtet. Zu den Autoren der Edition Konturen zählen: Albena Azmanova, Zygmunt Bauman, Karl Brunner, Robert Fleck, Brigid Grauman, A. C. Grayling, Ágnes Heller, Klaus-Peter Hufer, Marie Jahoda, Adrian P. Kreutz, Johannes Leopold Mayer, Alfred J. Noll, Manfred Nowak, Marjorie Perloff, Ralf Plenz, Kirsten Rüther, Johannes Siegmund, Ernst Schmiederer, Jérôme Segal, Rahel Süß, Michael Vogler und Ruth Wodak.
Verantwortlich für das Programm ist Georg Hauptfeld. Der promovierte Historiker war von 1983 bis 1994 in leitender Position in den Verlagen Löcker, Böhlau, Bohmann, Ueberreuter und Niederösterreichisches Pressehaus tätig.